# Rhene pinguis
Rhene pinguis là một loài nhện trong họ Salticidae.
Loài này thuộc chi Rhene. Rhene pinguis được Wanda Wesołowska & Haddad miêu tả năm 2009.